# Spedizione punitiva contro i Comanche
La spedizione punitiva contro i Comanche fu un'operazione militare che avvenne nel 1779 da parte dell'esercito spagnolo.

## Antefatti
Nel settecento il Nuevo Mejico faceva parte del Vicereame della Nuova Spagna. Era tuttavia scarsamente popolato da coloni spagnoli. I Comanche, che avevano scacciato gli Apache, facevano continue razzie ai villaggi e alle missioni spagnole. Le autorità coloniali, con pochi mezzi a disposizione, facevano fatica a fermare le continue depredazioni. Negli anni Sessanta e Settanta il villaggio di Taos fu ripetutamente razziato dai Comanche.

## Spedizione punitiva
Il 15 agosto 1779, il governatore del Nuovo Messico, Juan Bautista de Anza partì dalla capitale Santa Fé per la spedizione punitiva contro i Comanches. A capo di un centinaio di dragoni, a cui si aggiunsero miliziani del posto e ausiliari indiani dei villaggi di Canada, Queres e San Carlos. Dopo essersi accampati nel villaggio abbandonato di Ojo Caliente, le truppe di Anza arrivarono al Rio de los Conejos. Qui incontrarono dei guerrieri Apaches e Utes con i quali Anza riuscì a stipulare un'alleanza in funzione anticomamanches.
Dal 21 agosto le truppe di Anza e i loro alleati indiani, formate da circa ottecento uomini, si diressero verso nord ed entrarono nell'attuale stato del Colorado. Il 30 agosto arrivarono a Sierra Almagre. Il giorno successivo gli esploratori avvertirono Anza che poco distante si trovava un grande accampamento di Comanches. Anza non esitò un attimo e volle attaccare. Gran parte dei Comanche riuscirono a fuggire, però la retroguardia fu circondata e sconfitta nei pressi dell'attuale Colorado Springs. Inoltre vennero catturati alcuni prigionieri che furono poi interrogati riguardo alla posizione di Cuerno Verde.
Il primo settembre gli spagnoli partirono verso sud per intercettare Cuerno Verde, di ritorno da una scorreria a Taos. Il 2 settembre attraversarono il Rio Arkansas. La battaglia decisiva ebbe luogo il 3 settembre 1779 presso il Greenhorn Creek dove gli spagnoli ebbero la meglio. Cuerno Verde fu ucciso e Anza ne prese il copricapo.
Il 10 settembre Anza tornò vittorioso a Santa Fé.